# Kanton Chevagnes
Der Kanton Chevagnes war von 1790 bis 2015 ein französischer Wahlkreis im Arrondissement Moulins, im Département Allier und in der Region Auvergne. Sein Hauptort war Chevagnes.

## Geschichte
Der Kanton wurde am 4. März 1790 im Zuge der Einrichtung der Départements als Teil des damaligen District de Moulins gegründet. Mit der Gründung der Arrondissements am 17. Februar 1800 wurde der Kanton dem neuen Arrondissement Moulins zugeordnet und neu zugeschnitten. Die landesweiten Änderungen in der Zusammensetzung der Kantone brachten im März 2015 seine Auflösung. Seine zwei letzten Vertreter im conseil général des Départements waren von 1982 bis 2007 Jean-Marie Potin (DVD) und von 2007 bis 2015 Alain Lognon (PCF).

## Gemeinden
| Gemeinde                | Einwohner Jahr | Fläche km² | Bevölkerungsdichte | Code INSEE | Postleitzahl |
| ----------------------- | -------------- | ---------- | ------------------ | ---------- | ------------ |
| Beaulon                 | 1.661 (2013)   | 63,98      | 26 Einw./km²       | 03019      | 03230        |
| La Chapelle-aux-Chasses | 210 (2013)     | 25,96      | 8 Einw./km²        | 03057      | 03230        |
| Chevagnes               | 675 (2013)     | 49,78      | 14 Einw./km²       | 03074      | 03230        |
| Chézy                   | 218 (2013)     | 36,53      | 6 Einw./km²        | 03076      | 03230        |
| Gannay-sur-Loire        | 405 (2013)     | 32,29      | 13 Einw./km²       | 03119      | 03230        |
| Garnat-sur-Engièvre     | 688 (2013)     | 18,74      | 37 Einw./km²       | 03120      | 03230        |
| Lusigny                 | 1.729 (2013)   | 44,55      | 39 Einw./km²       | 03156      | 03230        |
| Paray-le-Frésil         | 386 (2013)     | 37,3       | 10 Einw./km²       | 03203      | 03230        |
| Saint-Martin-des-Lais   | 136 (2013)     | 18,25      | 7 Einw./km²        | 03245      | 03230        |
| Thiel-sur-Acolin        | 1.058 (2013)   | 57,71      | 18 Einw./km²       | 03283      | 03230        |